# Congregação Cristã em Moçambique
A Congregação Cristã em Moçambique é uma denominação cristã evangélica em atuação em Moçambique.

## História

### Antecedentes
Sua origem e implantação em território moçambicano remete-se, sobretudo, as atividades missionárias desenvolvidas pela Congregação Cristã no Brasil e a Congregação Cristã em Portugal.
Derivando-se do denominado movimento pentecostal ítalo-americano (Estados Unidos 1907), a Congregação Cristã tem em Louis Francescon o seu pioneiro e expoente máximo. Em 1909 Francescon inicia sua trajetória missionária deixando a cidade de Chicago com destino a Argentina. Em seguida dirige-se ao Brasil (1910) onde é calorosamente acolhido por seus compatriotas (imigrantes italianos), dando-se origem ao núcleo-base daquilo que viria a ser a Congregação Cristã no Brasil. Cerca de três décadas após, as congregações brasileiras organizam-se sob a designação oficial de "Congregação Cristã do Brasil" e, posteriormente, como Congregação Cristã no Brasil. Após consolidar-se como uma referência entre as vertentes cristãs protestantes brasileiras, a Congregação Cristã prossegue em seu processo de expansão, estabelecendo-se em toda a América e demais continentes. Em relação à África, brasileiros e portugueses, sobretudo, incumbiram-se dando início a sua propagação.

### Desdobramentos
Missionários da Congregação Cristã foram enviados para diversos países do continente africano. Segundo o relatório da Congregação Cristã, além de Moçambique, foram iniciados pontos de cultos em Angola, Malawi, República Democrática do Congo, Uganda e Tanzânia.
O crescimento desse segmento em Moçambique caracterizou-se como o segundo maior no mundo em número de casas de oração ou locais de culto, tendo apenas o Brasil à sua dianteira. A Congregação Cristã em Moçambique encontra-se presente por todo o país: Província de Maputo, Província de Cabo Delgado, Província de Gaza, Província de Inhambane, Província de Manica, Província de Nampula, Província de Niassa, Província de Sofala, Província de Tete e na Província de Zambézia.

## Declaração de Fé
Os 12 artigos de Fé e Doutrina universalmente acatados pela Congregação Cristã:
1. Nós cremos na inteira Bíblia Sagrada e aceitamo-la como contendo a infalível Palavra de Deus, inspirada pelo Espírito Santo. A Palavra de Deus é a única e perfeita guia da nossa fé e conduta, e a Ela nada se pode acrescentar ou d'Ela diminuir. É, também, o poder de Deus para salvação de todo aquele que crê.
2. Nós cremos que há um só Deus vivente e verdadeiro, eterno e de infinito poder, criador de todas as coisas, em cuja unidade estão: o Pai, o Filho e o Espírito Santo.
3. Nós cremos que Jesus Cristo, o Filho de Deus, é a Palavra feita carne, havendo assumido uma natureza humana no ventre de Maria virgem, possuindo Ele, por conseguinte, duas naturezas, a divina e a humana; por isso é chamado verdadeiro Deus e verdadeiro homem e é o único Salvador, pois sofreu a morte pela culpa de todos os homens.
4. Nós cremos na existência pessoal do diabo e de seus anjos, maus espíritos, que, junto a ele, serão punidos no fogo eterno.
5. Nós cremos que o novo nascimento e a regeneração só se recebem pela fé em Jesus Cristo, que pelos nossos pecados foi entregue e ressuscitou para nossa justificação. Os que estão em Cristo Jesus são novas criaturas. Jesus Cristo, para nós, foi feito por Deus sabedoria, justiça, santificação e redenção.
6. Nós cremos no batismo na água, com uma só imersão, em Nome de Jesus Cristo e em Nome do Pai, e do Filho, e do Espírito Santo.
7. Nós cremos no batismo do Espírito Santo, com evidência de novas línguas, conforme o Espírito Santo concede que se fale.
8. Nós cremos na Santa Ceia. Jesus Cristo, na noite em que foi traído, tomando o pão e havendo dado graças, partiu-o e deu-o aos discípulos, dizendo: "Isso é o meu corpo, que por vós é dado; fazei isto em memória de mim". Semelhantemente tomou o cálice, depois da ceia, dizendo: "Este cálice é o Novo Testamento no meu sangue, que é derramado por vós".
9. Nós cremos na necessidade de nos abster das coisas sacrificadas aos ídolos, do sangue, da carne sufocada e da fornicação, conforme mostrou o Espírito Santo na Assembleia de Jerusalém.
10. Nós cremos que Jesus Cristo tomou sobre si as nossas enfermidades. "Está alguém entre vós doente? Chame os presbíteros da Igreja, e orem sobre ele, ungindo-o com azeite em nome do Senhor; e a oração da fé salvará o doente, e o Senhor o levantará; e, se houver cometido pecados, ser-lhe-ão perdoados".
11. Nós cremos que o mesmo Senhor (antes do milênio) descerá do céu com alarido, com voz de arcanjo e com a trombeta de Deus; e os que morreram em Cristo ressuscitarão primeiro. Depois, nós, os que ficarmos vivos, seremos arrebatados juntamente com eles nas nuvens, a encontrar nos ares e assim estaremos sempre com o Senhor.
12. Nós cremos que haverá a ressurreição corporal dos mortos, justos e injustos. Estes irão para o tormento eterno, mas os justos para a vida eterna.